# 类似村级单位
类似村级单位，指“民政部门未确认的村级单位”。该名词是《统计用区划代码和城乡划分代码编制规则》（国统字〔2009〕91号）中，为方便进行人口及经济状况统计，而提出的一个统计分类术语。具体包括：
- 类似居民委员会，其统计用区划代码村级代码号段为“400～499”[1]；
- 类似村民委员会，其统计用区划代码村级代码号段为“500～599”[1]。
- 虚拟村级单位，当某个乡级单位辖下不存在或未明确任何村级单位时，国家统计局会在该乡级单位下虚设出一个“村级单位”，以便赋予统计用区划代码[2]。具体包括：
  - 在街道、镇以及类似乡级单位的开发区、科技园区、工业园区、工矿区、高校园区等区域内的居住区，称作“虚拟社区”（例：三沙市中沙岛礁虚拟镇的中沙岛礁虚拟社区[3]）。其统计用区划代码村级代码号段为“498”[1]。
  - 在乡以及类似乡级单位的农场、林场、牧场、渔场等农业活动区域内的居住区，称作“虚拟生活区”（例：科尔沁左翼后旗茂道吐林场的虚拟生活区[4]）。其统计用区划代码村级代码号段为“598”[1]。